# 어도비 인카피
어도비 인카피(Adobe InCopy)는 어도비 시스템즈에서 제작한 전문가용 워드프로세싱 소프트웨어이다. 어도비 인디자인과 함께 사용할 수 있다. 이 탁상출판(DTP) 소프트웨어는 주로 신문과 잡지 등을 편집할 때 사용한다. 어도비 크리에이티브 클라우드의 구성 제품 중 하나로 이를 구독하거나 단일 앱을 구독하여 사용할 수 있다.
한국 공식 어도비 시스템즈 홈페이지에서 관련 정보를 확인할 수 있다.